# 精武镇
精武镇，是中华人民共和国天津市西青区下辖的一个镇。原为河北省靜海縣小南河村，后属天津市西青区南河镇，为纪念霍元甲，自2009年1月18日起更名为精武镇。

## 行政区划

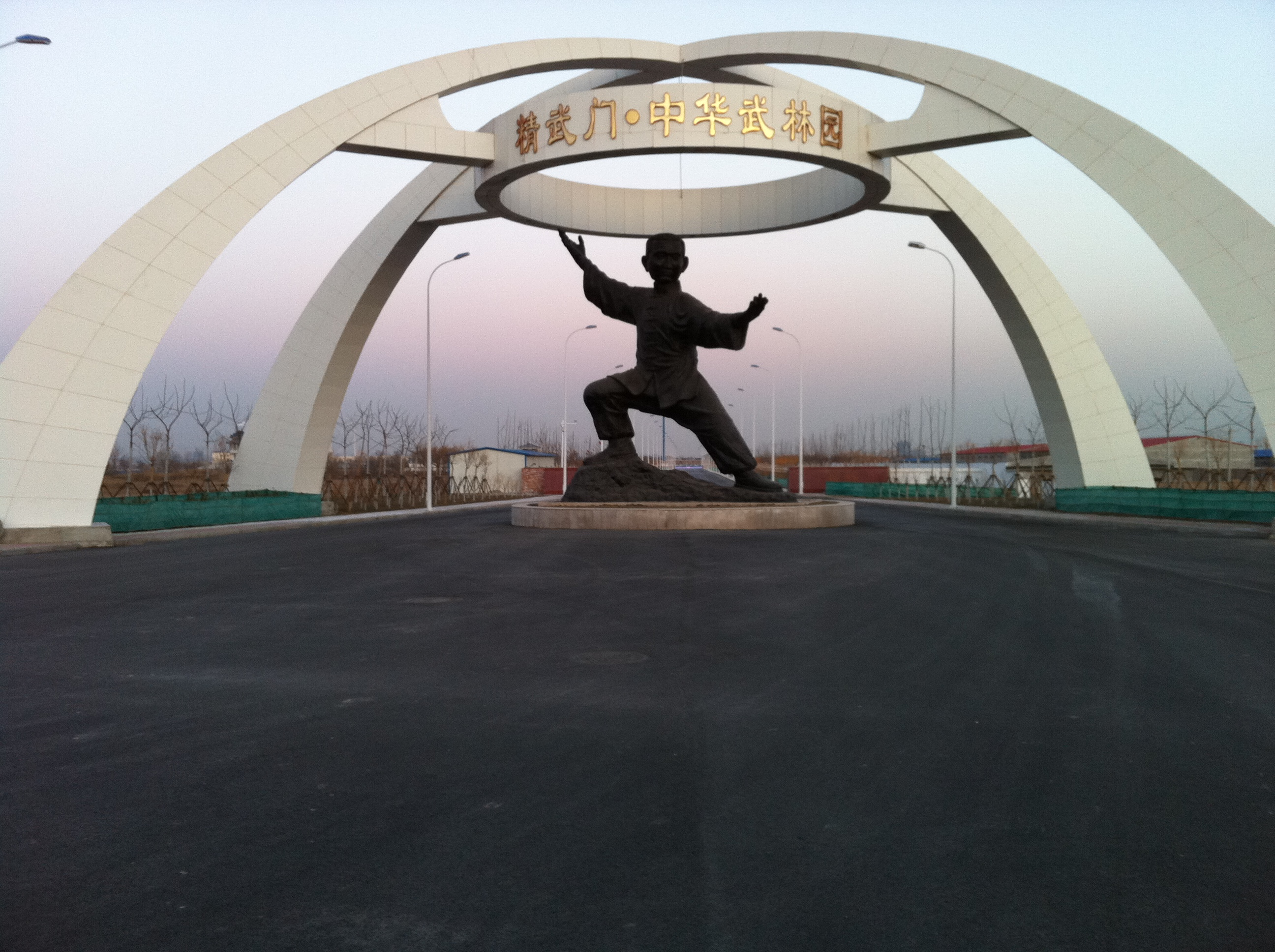
精武镇

精武镇下辖以下地区：
兴旺里社区、汇英苑社区、恒益隆庭社区、智达里社区、盛兴佳园社区、国兴佳园社区、燕南园社区、格调松间社区、锦泽苑社区、沁雅苑社区、小南河村、大南河村、付村、姚村、潘楼村、郭村、刘庄村、马家寺村、小卷子村、大卷子村、牛坨子村、王庄子村、孙庄子村、吴庄子村、阎庄子村、小卞庄村、宽河村、陈台子村、天津师范大学社区、天津工业大学社区和天津警官职业学校社区。

## 名胜
- 霍元甲故居纪念馆
- 霍元甲故居陵园